# Chōsuke Satō
Chōsuke Satō (佐藤 長助, Satō Chōsuke, né le 10 avril 1906 à Sendai – décédé le 5 septembre 1983), est un compositeur et chef d'orchestre japonais.

## Biographie
Satō étudie à l'académie militaire de la musique dont il est diplômé en 1926. Par la suite, il est maître de chapelle militaire avec plusieurs formations. Il occupe cette position jusqu'à la Seconde Guerre mondiale. Après la guerre, il est chef arrangeur et compositeur auprès de la société King Records à Tokyo. Il travaille ensuite pour la radiodiffusion et la télévision japonaises.

## Compositions

### Orchestre d'harmonie
- 1964 Dances on Folk Song à partir de chants populaires de Sendai
- 1966 Ouverture Gakuen
- 1967 Fantasies
- 1973 Hotaka Renpo, suite
- 1973 Opening Ceremony
- Army March - texte Sazanami Iwaya
- In the Morning Sun - texte Masaharu Honma
- My Horse "Line" - texte Shizuka Nakagawa
- Obone-Bushi

### Musique vocale
- Song miyagino Basin
- Whole Man, lied - texte Koji Yume

### Musique de film
- 1941 Kimi to boku